# 東區 (新潟市)
東區（日语：／ Higashi ku */?）為新潟縣新潟市的行政區之一。誕生于2007年4月1日新潟市成為政令指定都市之時。包括了新潟市中地区、木戶地区、大形地区、石山地区。新潟港的部分地區和新潟機場均位于該區。区公所為旧中地区事務所。面積36.5平方公里，總人口139,060人。

## 外部連結
- 新潟市
- 新潟市　東区